# エザーフェ
エザーフェ(ezāfe、ペルシア語: اضافه、イザーファとも表記されることがある) は、ペルシア語の文法において、名詞が別の名詞や代名詞、形容詞に修飾される際、語尾に付される接尾辞のことである。

## 名称
エザーフェという用語は、アラビア語: إضافة (iḍāfa イダーファ) の借用で、「追加」や「付加」を意味する。タジク語ではイゾファ、ウルドゥー語ではイザーファトと呼ばれる。
ただし、アラビア語の文法用語としては、属格を使った名詞の修飾を指し、ペルシア語のエザーフェとは異なる。

## 概要
ペルシア語において名詞または形容詞が別の名詞を修飾する場合、前の名詞（修飾される名詞）の語尾に強勢を置かない「-e」もしくは「-i」を付加する。母音の後ろではさらに「-y-」を付加して「-ye」などの形になる。
エザーフェの使用例を以下に示す。
- 所有格: barādar-e Maryam - Maryamの兄弟 (これは代名詞が後ろに来る場合も使用される。barādar-e man、私の兄弟など。しかし、口頭では所有格の接尾辞を用いてbarādar-amとすることが多い)
- 形容詞として名詞を修飾: barādar-e bozorg (兄、年上の兄弟)
- 名と姓を繋ぐ場合: mohammad-e mosaddegh (Mohammad Mosaddeq), āghā-ye mosaddegh (Mr. Mosaddeq - Mosaddeq氏)

エザーフェは、古代ペルシア語の関係詞 hya から派生したと考えられる。
- kāra hya manā 「私の軍隊」
- kāsaka hya kapautaka 「 青い石、ラピスラズリ」

パフラヴィー語では、この hya の h が脱落して接尾辞化し、 -i 或いは -ī となった。文書では、この -i はZYと綴られる。
- pīl-i spēd [pyl ZY spyt] 「白い象」

これらが近代ペルシア語では、更に音韻変化により、 -i から -e に変わった。
エザーフェは本来ペルシア語で用いられる接尾辞だが、言語構造が全く異なるテュルク諸語でも用いられることがある。オスマン語は語彙、語法の面でペルシア語から多くを取り入れたが(オスマン帝国の公式名はDevlet-i Âliye-i Osmaniyyeである)、オスマン語では「-e」ではなく「-i」もしくは「ı」を追加する。ウルドゥー語においてもエザーフェの影響が見られ、特に詩においてその傾向が強い。

## 表記
イランのペルシア語やアフガニスタン・ダリー語のようにアラビア文字（ペルシア文字）を用いる場合、エザーフェは多くの場合明示されない。これは、アラビア文字（ペルシア文字）が基本的に子音のみからなるためであり、単語末の子音に母音が加わっても綴りが変わらないためである。ただし、エザーフェがあることを明示するためにエザーフェの部分のみ母音記号のカスラが振られることもある。
単語の終わりが母音であり、綴りの最後の文字がیまたはهの場合は、これらの上にءを表記することになっている。ただし、実際にはこのءは省略されることが多く、その場合もエザーフェは明示されないことになる。
単語の終わりが母音でかつ上記以外の文字、すなわちاまたはوの場合は、エザーフェは単語末にیを追加することで表される。このیは必ず表記されるので、この場合に限ってエザーフェは常に明示されることになる。
キリル文字を用いるタジク語では и (-i) を表記する。